# شوشتر
شوشتَر شهری در استان خوزستان و مرکز شهرستان شوشتر است. این شهر دارای تاریخ و تمدنی کهن است و تا ابتدای دوره پهلوی مرکز استان خوزستان بوده است. شوشتر به تنهایی ۱۴ میراث جهانی ثبت شده در فهرست یونسکو را در خود جای داده و در دامنه کوه‌های زاگرس قرار دارد. لقب این شهر از دیرباز «دارالمؤمنین» بوده و به عنوان «پایتخت سازه‌های آبی جهان» شناخته می‌شود.

## طبیعت و جغرافیا

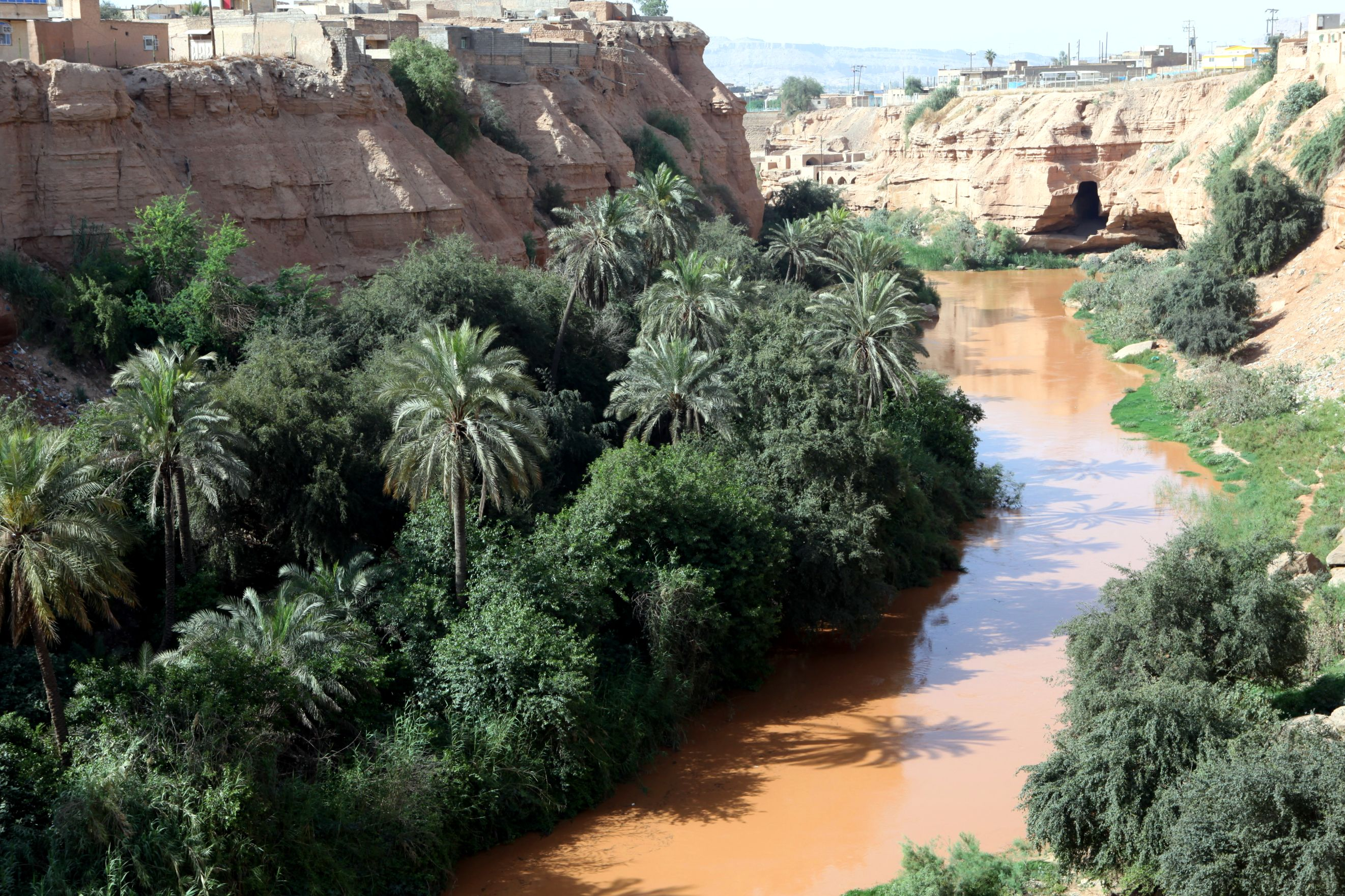
رودخانه دست کند گرگر در میانه شهر

شوشتر با مساحت ۲۴۳۶ کیلومتر مربع در شمال استان خوزستان کشور ایران، بین ۴۸ درجه و ۳۵ دقیقه تا ۴۹ درجه و ۱۲ دقیقه طول شرقی از نصف النهار گرینویچ و ۳۱ درجه و ۳۶ دقیقه تا ۳۲ درجه و ۲۶ دقیقه فرض شمالی از خط استوا قرار گرفته است. جمعیت آن ۱۳۹ هزار نفر است (سرشماری سال ۱۳۹۵) و پنجاه و هفتمین شهر از نظر جمعیت در ایران است و در استان خوزستان پس از کلانشهر اهواز و شهرهای دزفول و آبادان چهارمین شهر بزرگ استان از لحاظ جمعیت محسوب می‌شود. موقعیت شوشتر در استان خوزستان مرکز و متمایل به شمال است. از لحاظ طبیعی دامنه‌های پایانی کوه‌های زاگرس، مرز شرقی این شهرستان و رود دز مرز غربی این شهرستان را تشکیل می‌دهد. میانگین ارتفاع شهرستان شوشتر از سطح دریا ۱۵۰ متر و ارتفاع نقطه مرکزی شهر شوشتر از سطح دریا ۶۵ متر است. کوه‌های مشرف به شوشتر فدلک نام دارند که پایان چین خوردگی‌های زاگرس در جلگه خوزستان هستند. فاصله شوشتر تا اهواز ۸۵ کیلومتر و تا تهران ۸۳۱ کیلومتر و تا خلیج فارس ۲۲۲ کیلومتر است.

### تقسیم‌بندی کشوری
شوشتر تا سال ۸۳ دارای بخش‌های مرکزی و گتوند بود. با تبدیل بخش گتوند به شهرستان گتوند، هم‌اکنون شهرستان شوشتر دارای بخش‌های مرکزی به مرکزیت شوشتر و شعیبیه، به مرکزیت گوریه است. شوشتر از اطراف با شهرستان‌های اهواز، دزفول، گتوند، هفتکل، مسجد سلیمان، شوش و باوی هم‌مرز است.

### محله‌ها
شهر شوشتر توسط شاخه‌های مختلف رودخانه کارون به سه منطقه بافت قدیم، بُلِیتی، و مناطق جدید شمال غربی شهر تقسیم شده است.
منطقه بُلِیتی در شرق شاخه گرگر واقع شده است. مناطق جدید شمال غربی شهر در شمال شاخه شطیط واقع شده و شامل مناطقی چون شوشترنو، شاه نجف، فرهنگ‌شهر، مهرشهر و کوی نیرو می‌باشند. بافت قدیم که همچون جزیره‌ای در میان شاخه‌های گرگر، شطیط، داریون و رَقَت قرار دارد، در دوران گذشته به چهارده محله تقسیم می‌شده که در دوره تقسیم‌بندی‌های حیدری نعمتی، محله‌های غربی به نام نعمت‌خانه یا مُوگِهی و محله‌های شرقی به نام حیدرخانه یا کَهواز نامیده می‌شده‌اند.

### رودخانه‌ها
شوشتر موقعیت ویژه‌ای در جلگه خوزستان دارد و رودخانه‌های بزرگ کارون و دز از این شهرستان عبور می‌کنند. رودخانه دز از غرب شوشتر عبور می‌کند و مرز شوشتر را با شوش می‌سازد. اما رودخانه کارون پس از عبور از کوه‌های زاگرس، و گذر از سد گتوند وارد دشت عقیلی شده و از تنگه‌ای بین کوه‌های فدلک و کوشکک می‌گذرد و به‌طور کامل در جلگه خوزستان جاری می‌شود. این رودخانه پس از عبور از این تنگه با تخته سنگ بزرگی که شوشتر بر آن بنا شده برخورد می‌کند و توسط بند میزان به دوشاخه گرگر و شطیط تقسیم می‌شود. شاخه گرگر- یا دودانگه یا مسرقان- کانالی است که دست کند انسان است و تاریخ کندن آن مشخص نیست اما متون تاریخی نشان می‌دهد که این رودخانه ابتدا به رود دیگری در رامهرمز ملحق می‌شده و به خلیج فارس می‌ریخته و در دوران کوروش هخامنشی آن را در منطقه بندقیر توسط سدی به رودخانه کارون بازمی‌گردانند. شاخه شطیط یا چهاردانگه نیز که از سد معروف شادروان شاپوری عبور می‌کند در بالادست سد شادروان شاخه‌ای از آن جدا می‌شود که داریون -داریوش یا دارا- نام دارد. این سه شاخه رودخانه کارون شوشتر را همچون جزیره‌ای محصور نموده و در طول تاریخ دشتی وسیع به نام میاناب را آبیاری کرده‌اند. در نهایت هرسه شاخه -شطیط، گرگر و داریون- در منطقه بندقیر در جنوب شهرستان شوشتر به یکدیگر ملحق می‌شوند و در همان‌جا رود دز نیز به کارون ملحق شده و کارون بزرگ را می‌سازند و آب در این رودخانه به‌طرف اهواز حرکت می‌کند.
آب رودخانه کارون پیش از ورود به شهر شوشتر به دو شاخه تقسیم می‌شود: شاخه «گرگر» کارون که در زمان هخامنشیان تا ساسانیان ساخته شده و چند میراث جهانی تاریخی در مسیر آن ساخته شده است و شاخه دیگر «چهاردانگه» است که شاخه اصلی و طبیعی کارون بوده از غرب به سوی جنوب شوشتر جریان دارد. این دو رودخانه در محلی به نام «بند قیر» در جنوب شوشتر مجدداً به هم پیوند می‌خورند.
بسیاری از تأسیسات آبی باستانی همچون: آسیابها، کانال‌ها، پل بندها، و آبشارها در مسیر شاخه‌های گرگر و شطیط ساخته شده‌اند. این آثار در سال ۲۰۰۹ به صورت یکجا با عنوان سیستم آب تاریخی شوشتر به عنوان دهمین اثر ایران به ثبت میراث جهانی یونسکو رسیده‌اند.

## مرکزیت استان خوزستان

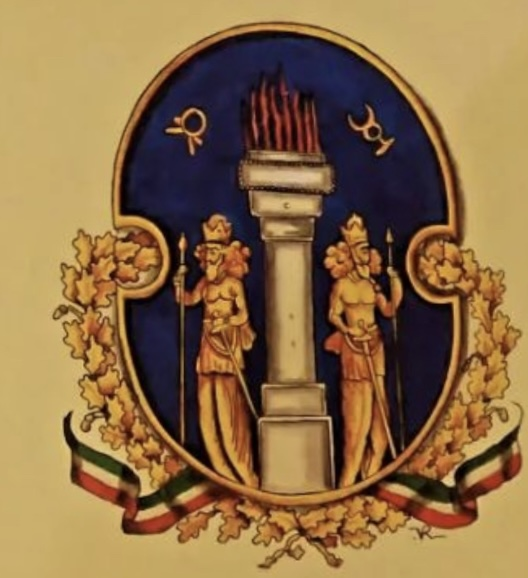
لوگوی شهرداری شوشتر در دوره پهلوی. آتشدان سنگی در میان، سمت راست منسوب به اردشیر بابکان و سمت چپ منسوب به شاپور اول است. طرح کلی از سکه‌های ساسانی گرفته شده است

## ثبت آثار باستانی در میراث جهانی یونسکو

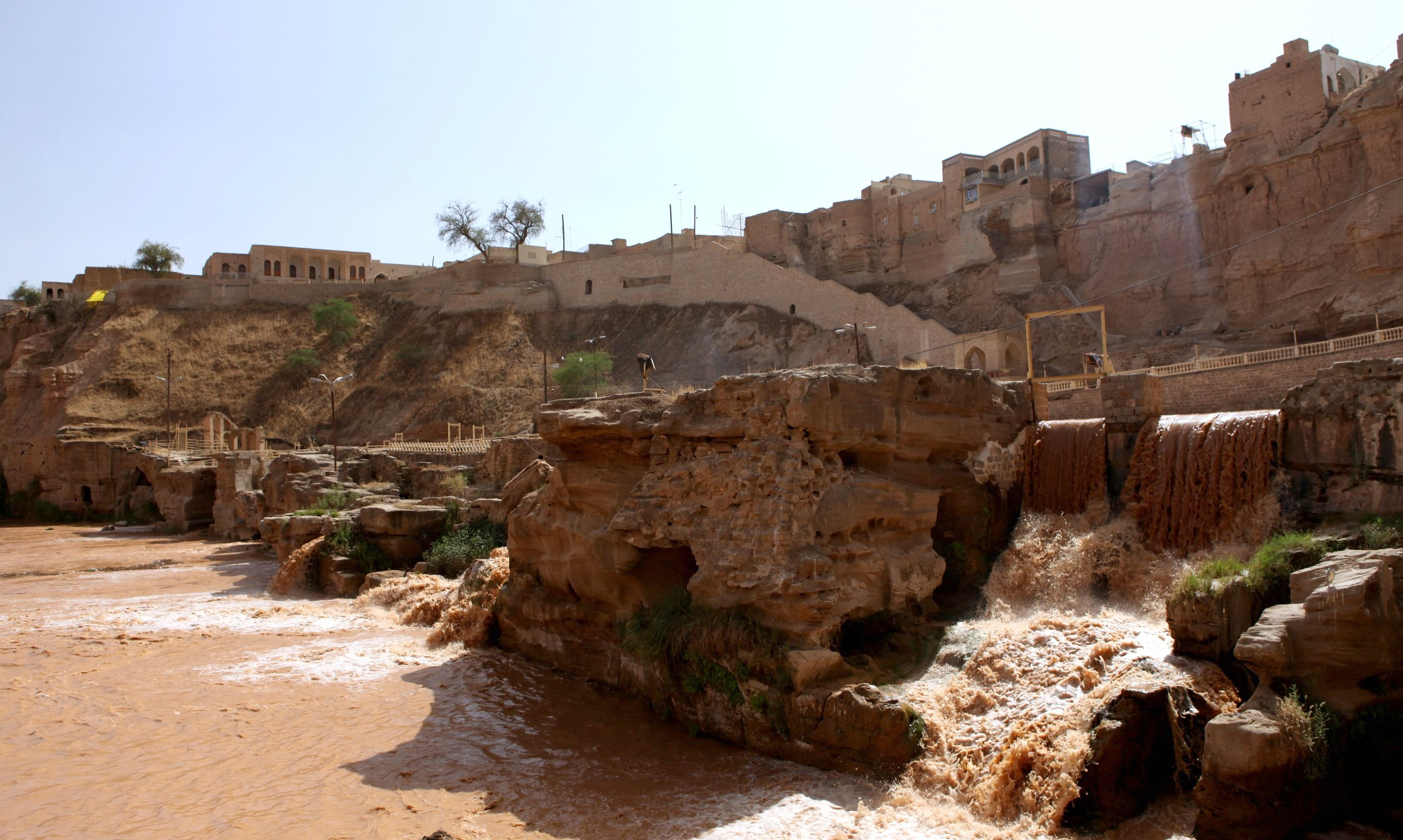
آبشارها و آسیابهای آبی شوشتر

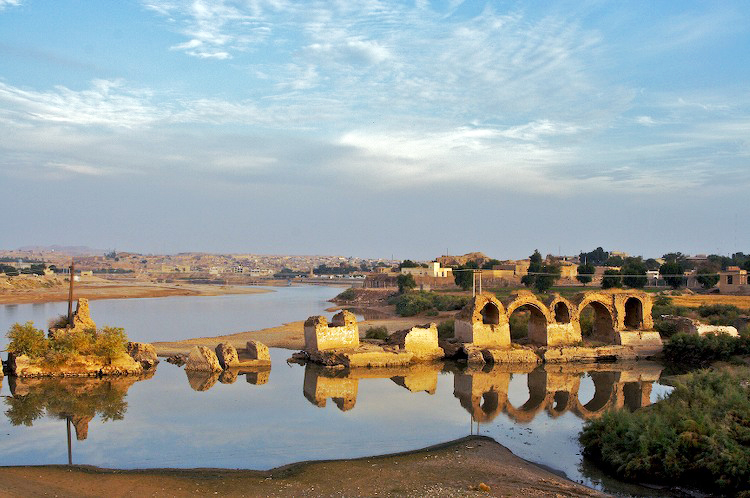
پل شادروان

### تاریخچه شهرنشینی

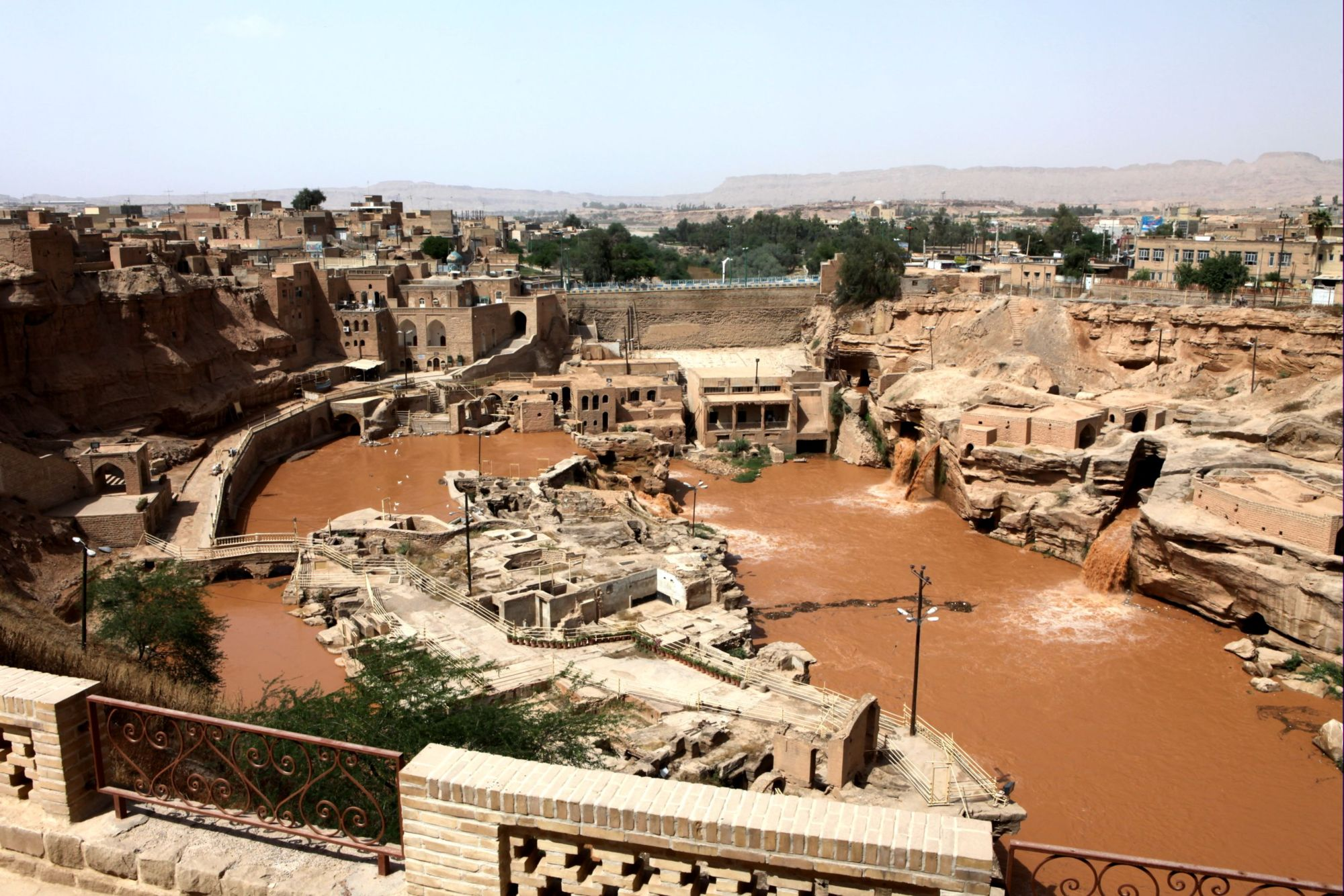
آبشارها و آسیاب‌های آبی شوشتر

### پس از حمله مسلمانان

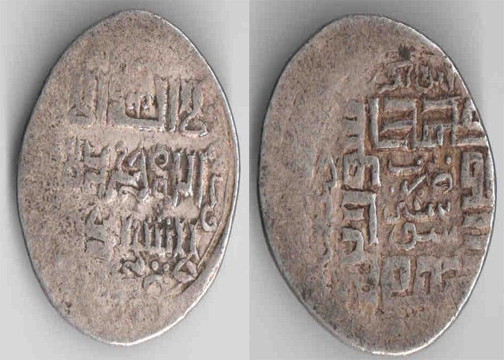
سکه ضرب شده در شوشتر، دوره ایلخانی، روی سکه: لا الله الا الله وحده لا شریک له و در حاشیه سال ضرب ۷۵۰ هجری قمری پشت سکه: محمد رسول‌الله؛ در وسط ضرب شوشتر، و حاشیه: ابوبکر، عمر، عثمان، علی

### دوره صفویان تا زندیان

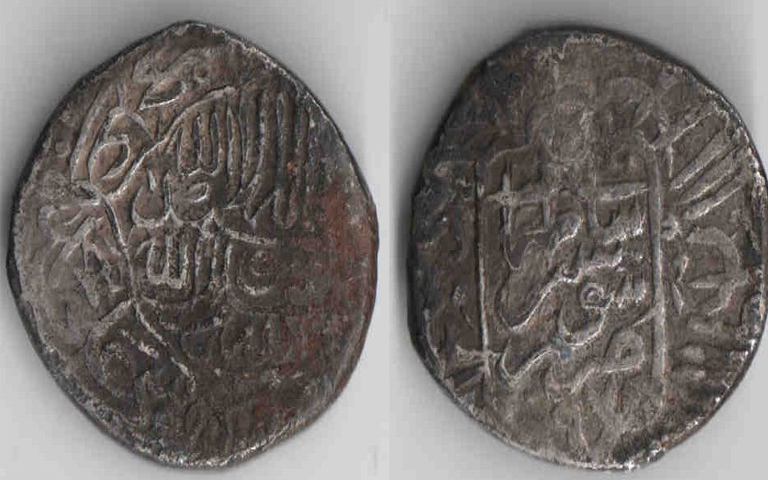
سکه ضرب شده در شوشتر، دوره صفوی، روی سکه: لا الله الا الله محمد رسول‌الله علی ولی‌الله؛ در حاشیه اسامی معصومین. پشت سکه: در وسط نام شاه طهماسب ضرب شوشتر

### دوره قاجار

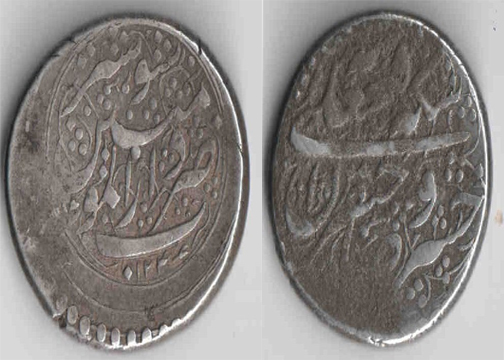
سکه ضرب شده در شوشتر، دوره قاجار، روی سکه: سکهٔ فتحعلی (قاجار) خسرو صاحبقران. پشت سکه: ضرب دارالمومنین شوشتر سال ضرب ۱۲۴۶ هجری قمری

## ساختار شهری

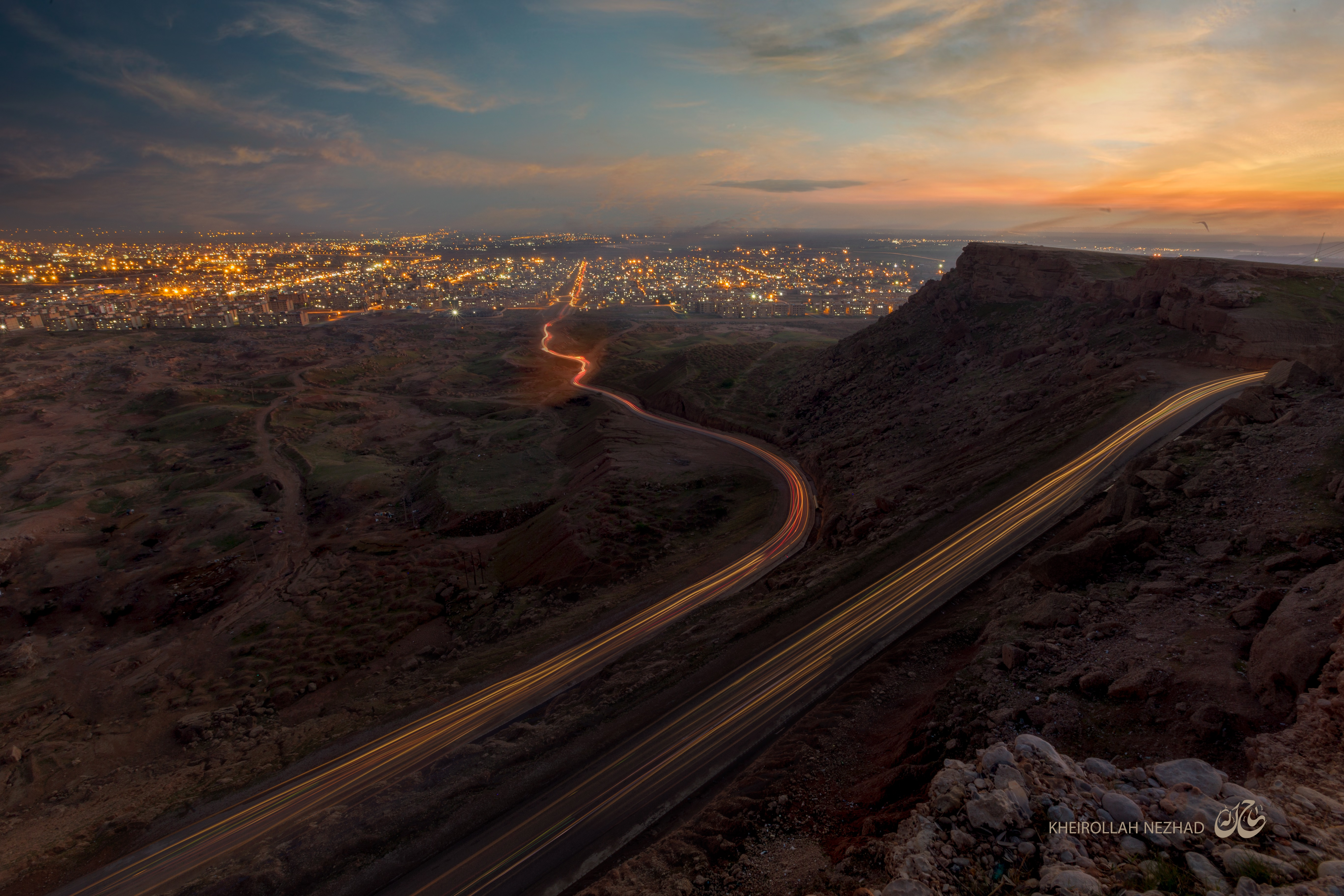
نمای شهر شوشتر از تپه صدا و سیما (بام شوشتر)

### مراکز اقامتی

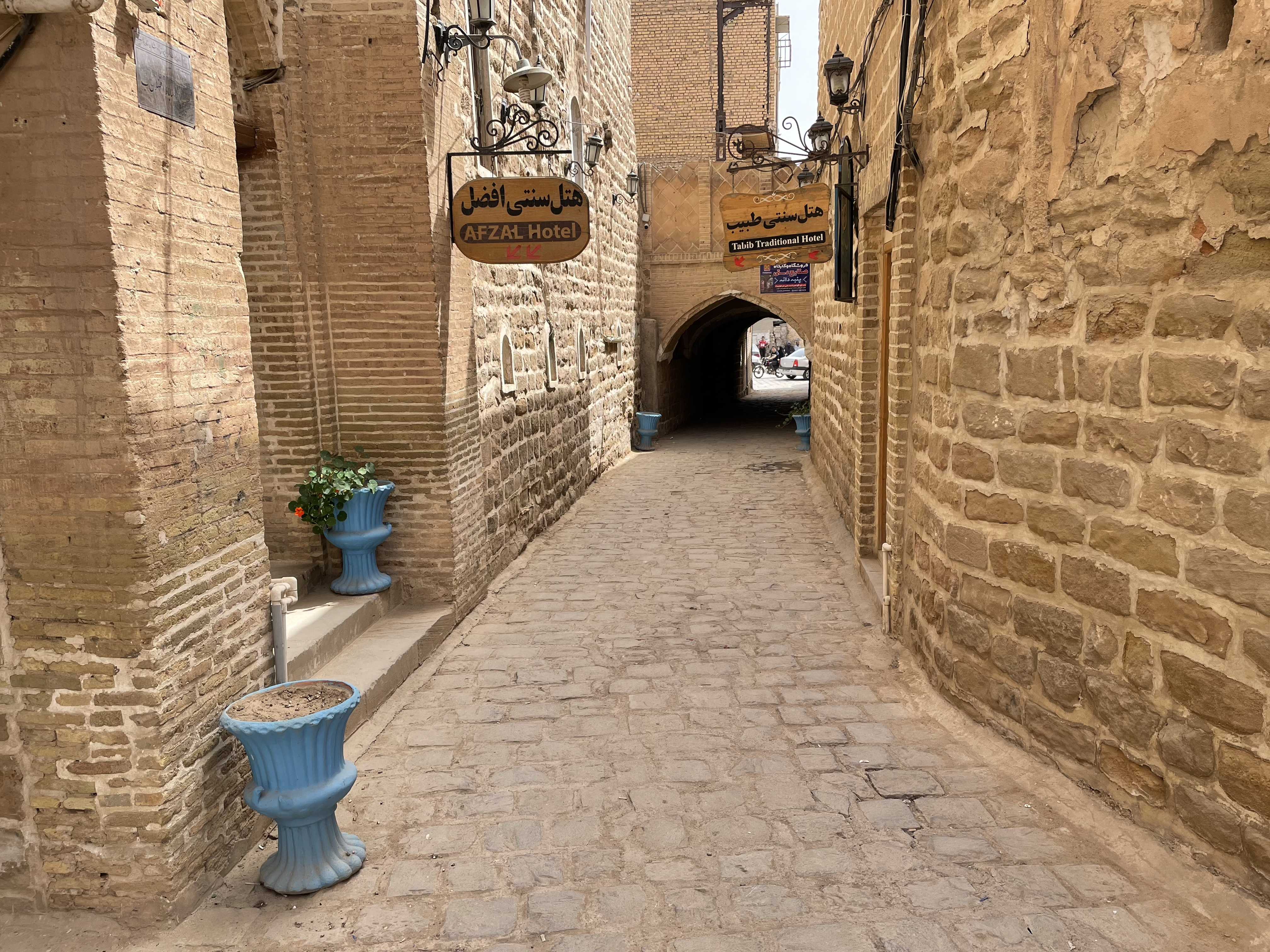
کوچه‌ای در بافت کهن شوشتر

### مناطق

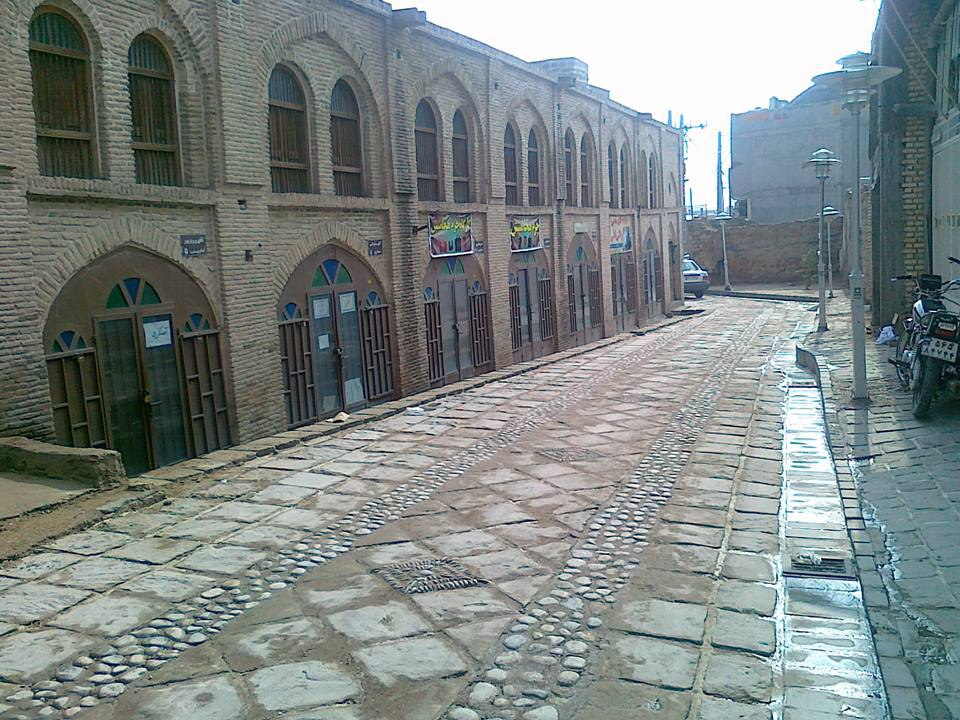
کوچه‌ای در بافت کهن شوشتر

### مراکز آموزش عالی

نمایی از دانشکده فنی و مهندسی دانشگاه آزاد شوشتر

## جاذبه‌های گردشگری

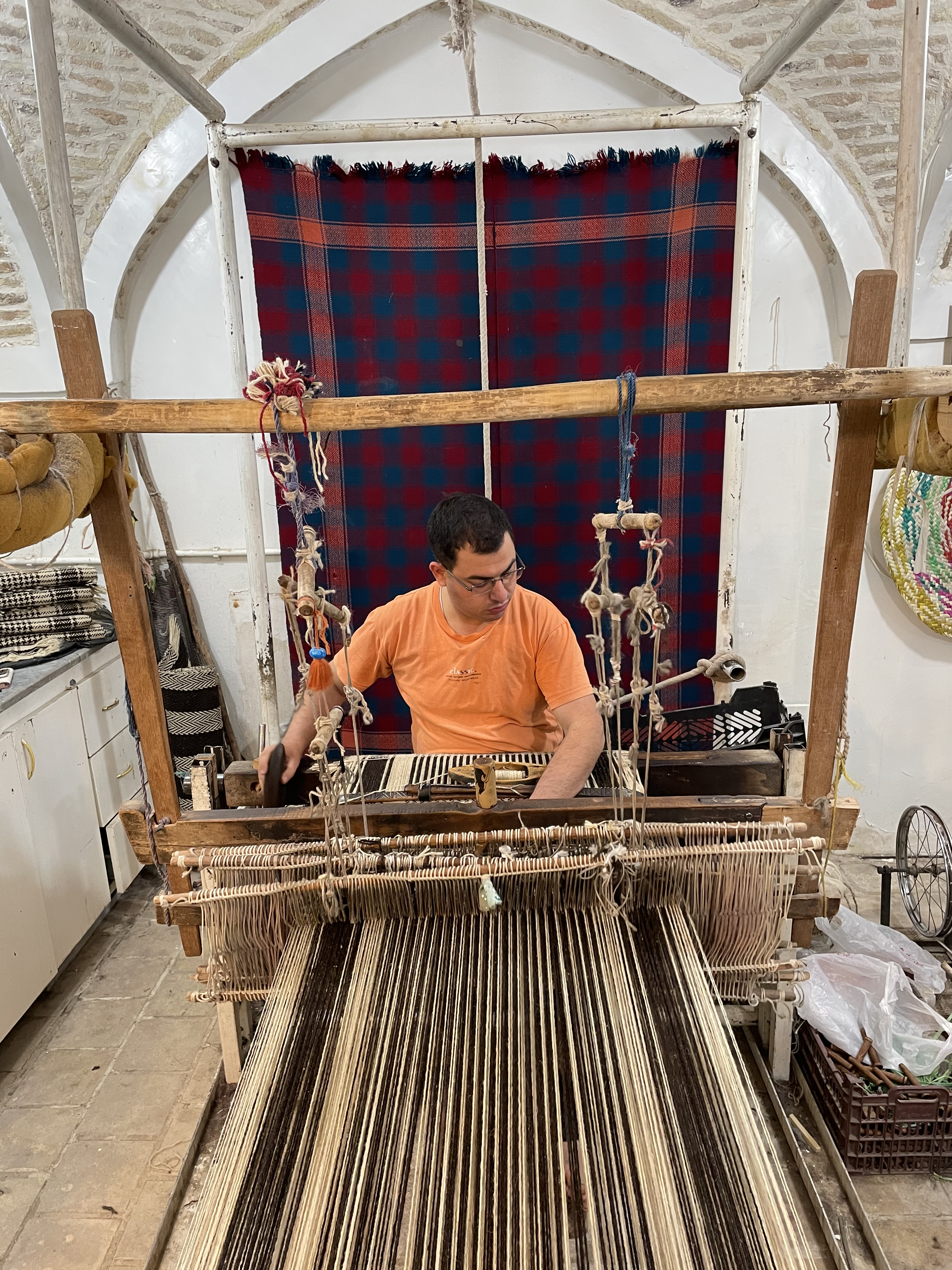
یک کارگاه بافندگی در شوشتر، سال ۱۴۰۱

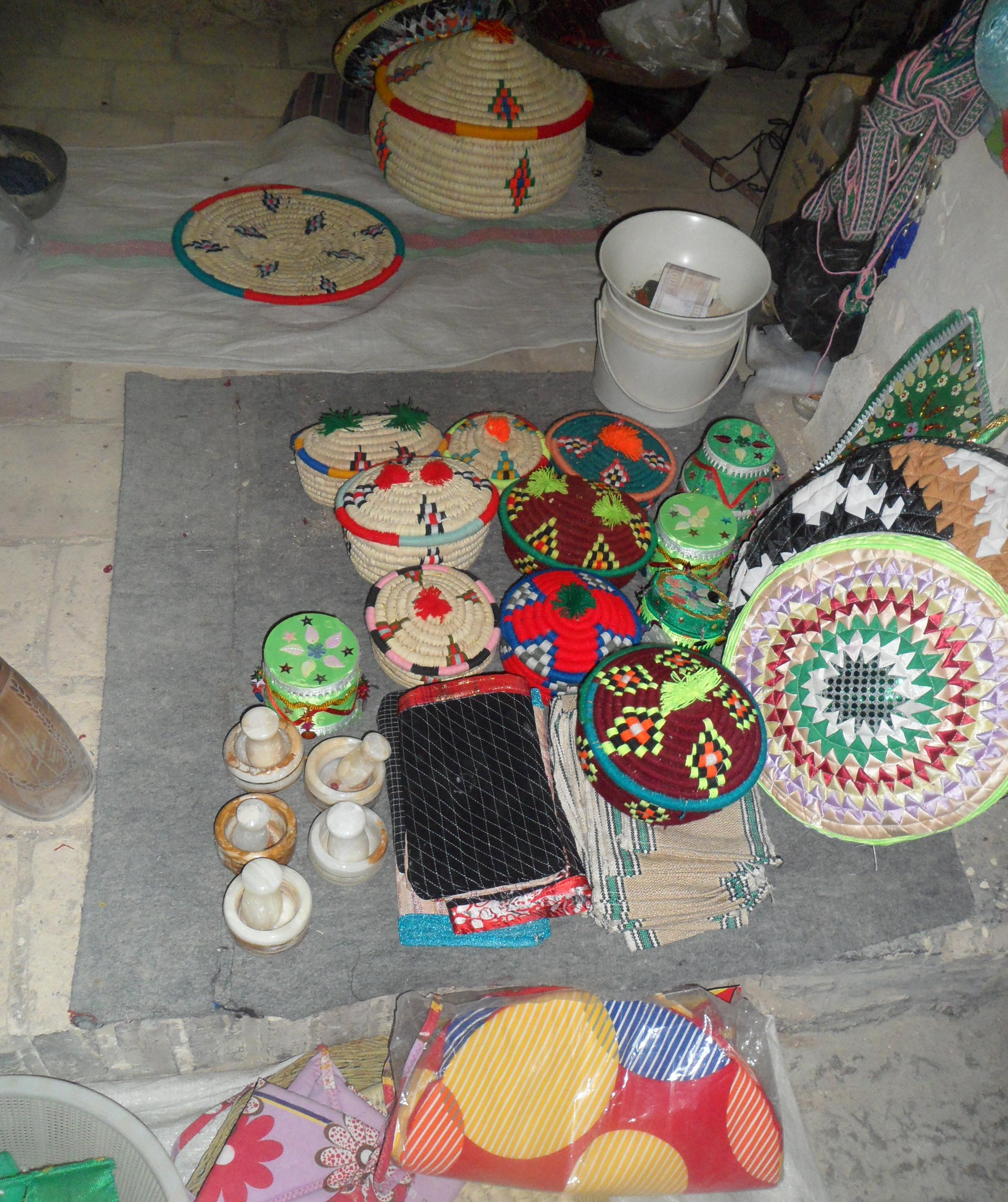
صنایع دستی شوشتر

### معماری

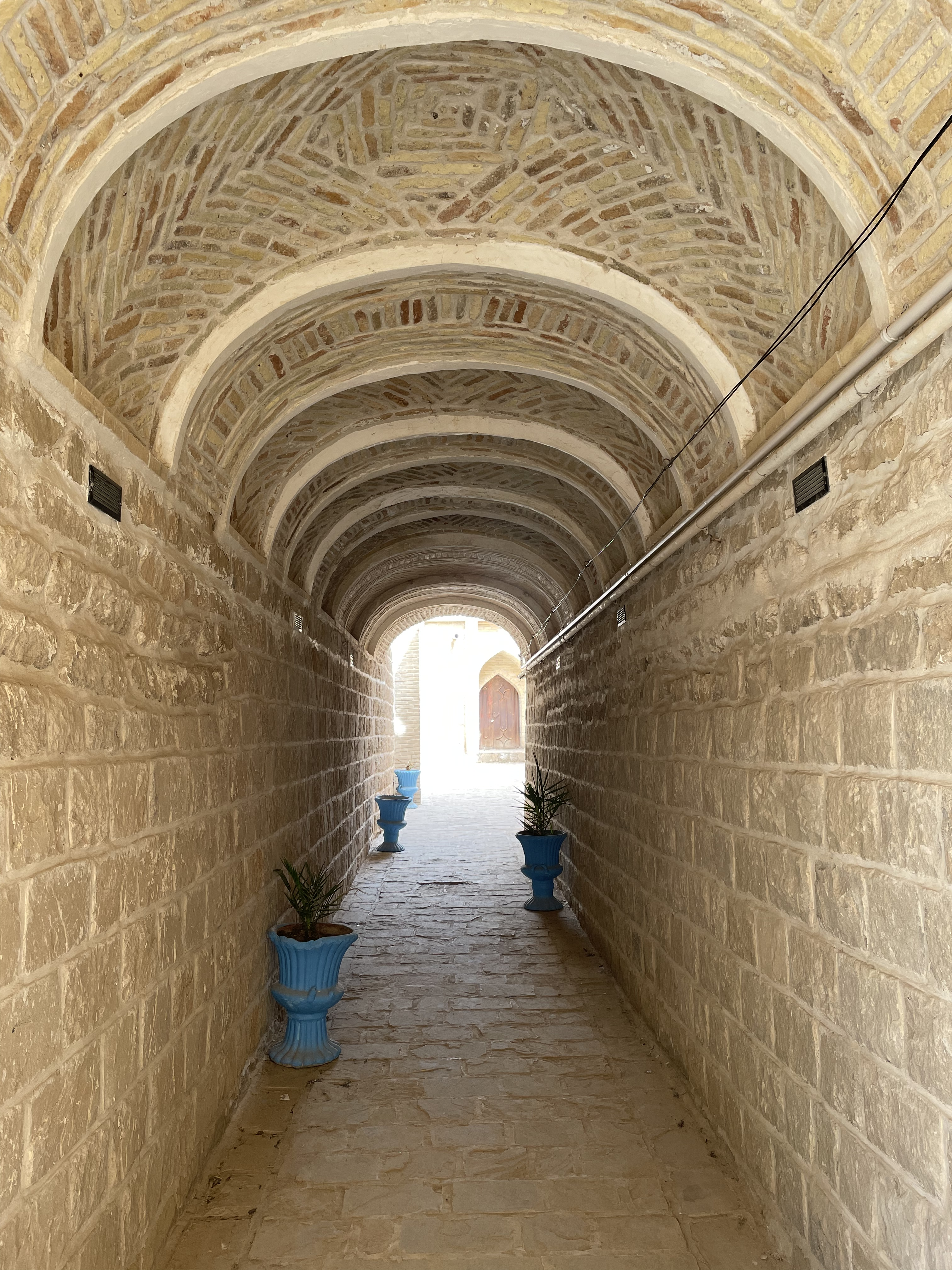
یک ساباط در بافت قدیم شوشتر

### صنایع دستی

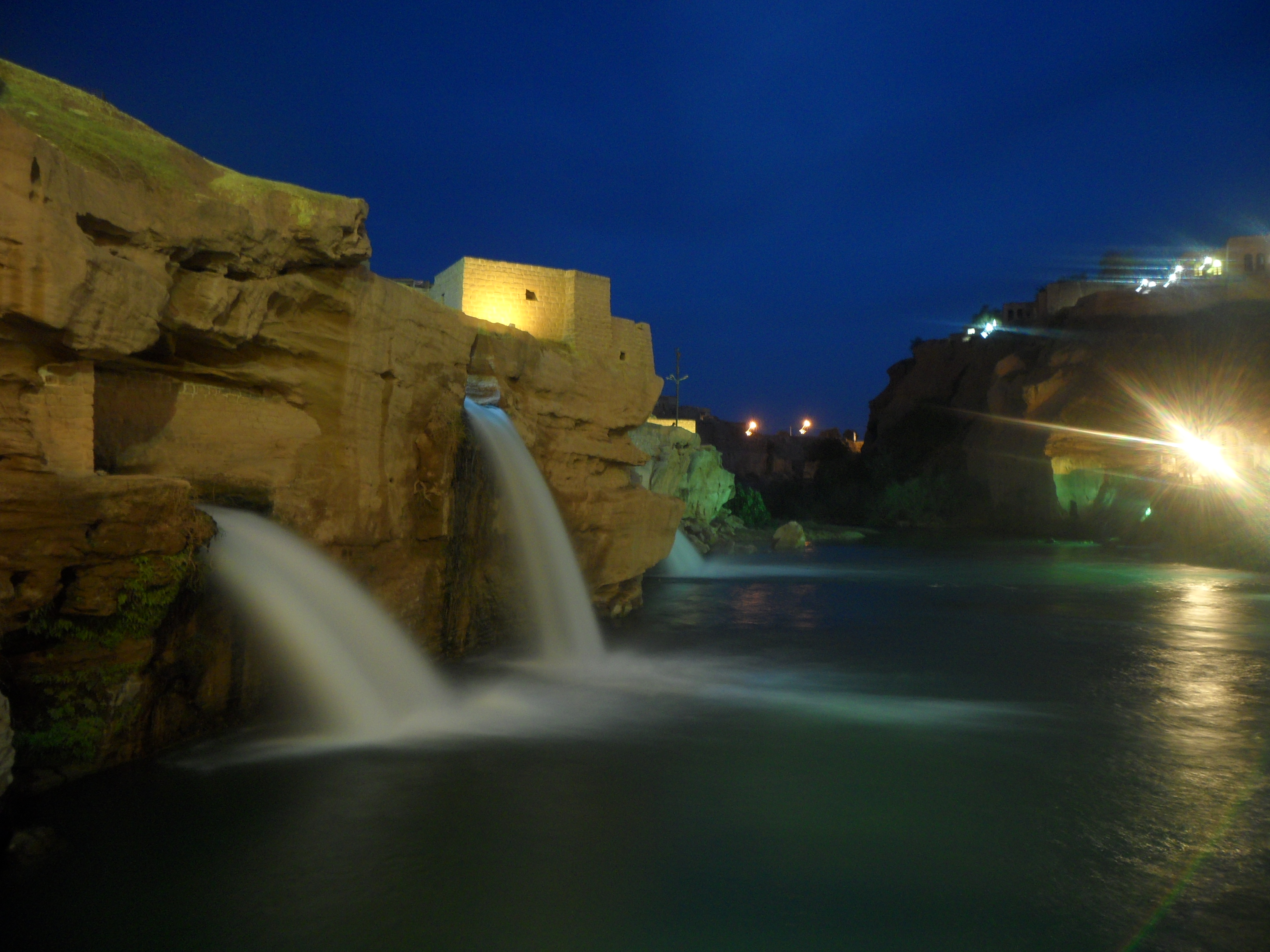
نمایی از سازه‌های آبی شوشتر

### مکانهای دیدنی شوشتر

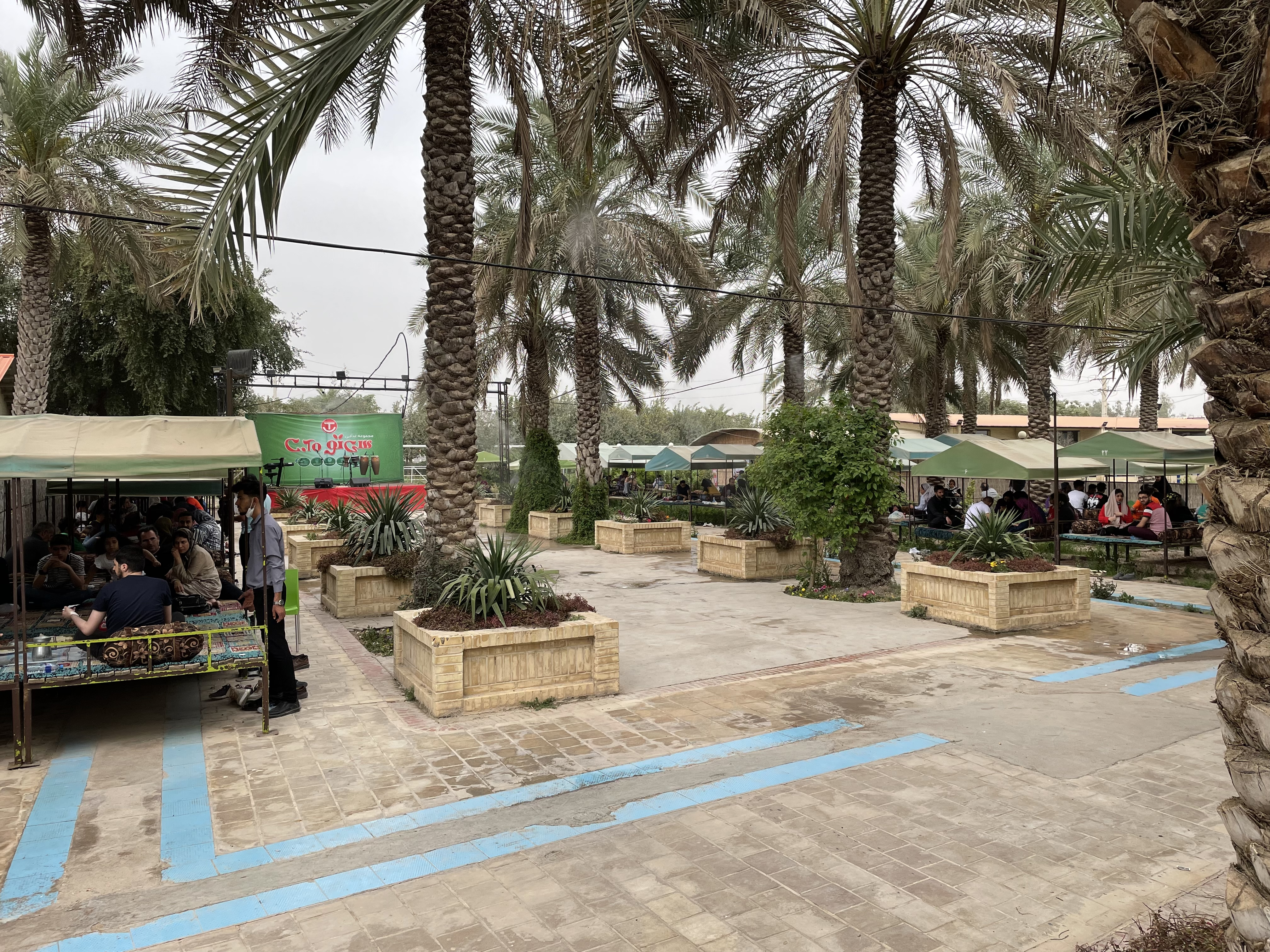
یک باغ-رستوران در شوشتر